# Hendedor (carpintería)

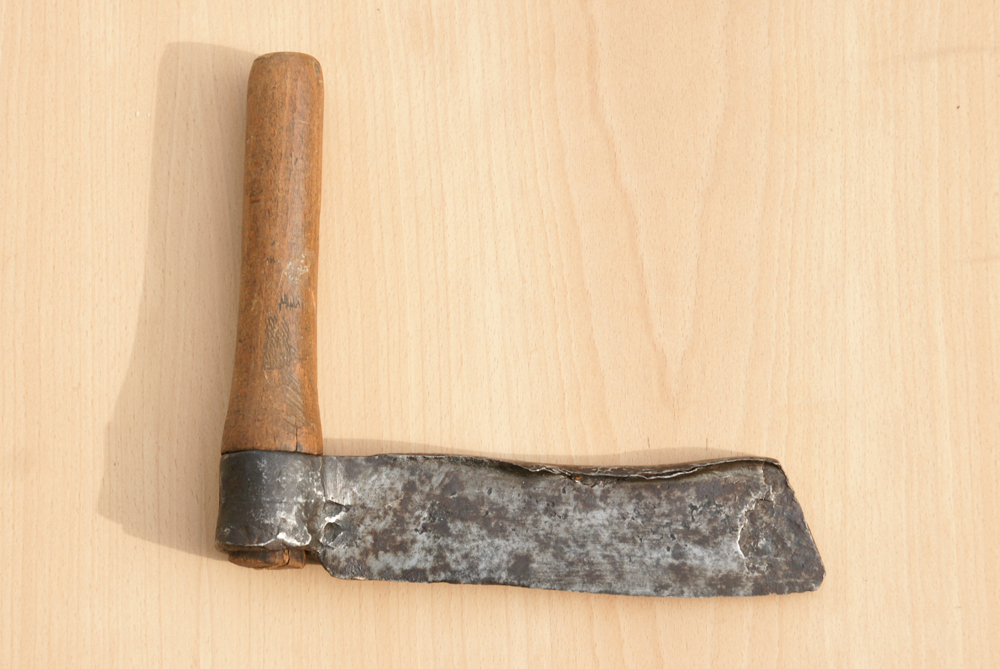
Un hendedor.

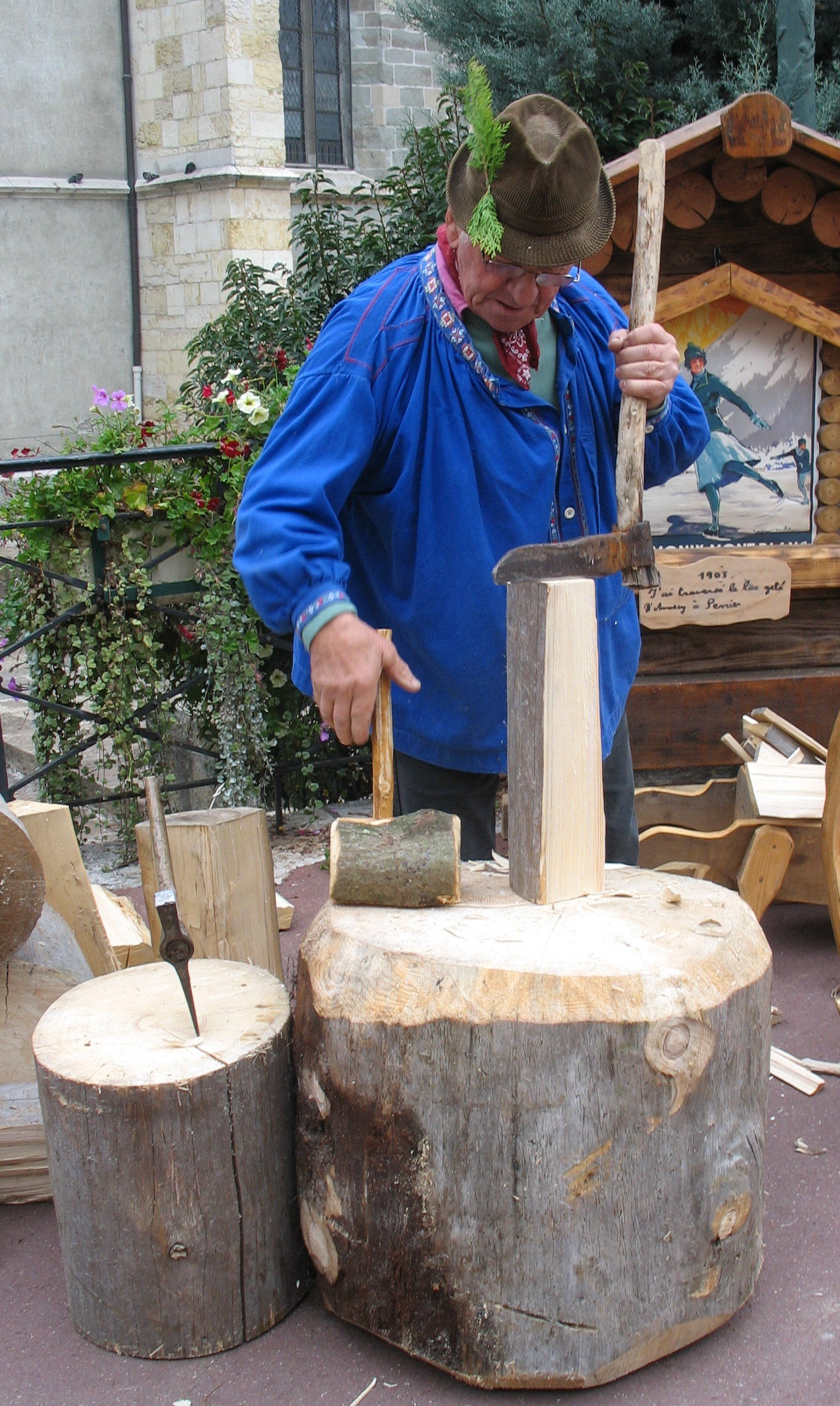
Fabricación de tablas con un hendedor.

Un hendedor es una herramienta para rajar madera al separar la misma a lo largo de la veta o grano. Es una herramienta en forma de L, se utiliza martillando un canto de su cuchilla para hendir el filo en un trozo de madera o tronco en la dirección de la veta, luego la cuchilla es rotada en la madera con ayuda de su mango.
El hendedor utiliza el mango como palanca para multiplicar la fuerza que actúa sobre la cuchilla, lo que permite fisurar la madera al aplicar una fuerza relativamente reducida sobre el mango.

## Características
Los hendedores son utilizados junto con mazos de madera para rajar troncos, para fabricar tablas, tejuelas de madera, o astillas; son más seguros y precisos que una hachuela o un hacha-maza porque no se blande la cuchilla.
Algunos hendedores poseen un aspecto que asemeja a un hacha, ya que el hendedor es un elemento en forma de L de una cuchilla o cabeza (de hierro o acero) ensamblada en ángulo recto con un mango, por lo general de madera. Algunos hendedores se fabrican a partir de una sola pieza de metal sin mango perpendicular. En cambio, el mango es el extremo sin bisel de la cuchilla que se proyecta directamente desde la cuchilla. Estos hendedores deben ser martillados a lo largo de todo el trozo de madera, ya que la falta de un mango vertical hace que sea muy difícil fisurar la madera.
Un hendedor solo puede rajar un trozo de madera que no sea más ancho que la longitud de la cuchilla del hendedor; o sea cuando se coloca el hendedor el mismo debe abarcar la superficie del tronco por completo.
Un hendedor se diferencia de un hacha o hacha-maza en que el hendedor puede ser posicionado exactamente donde la persona desea que se comience a rajar la madera, algo que solo un hachero muy experimentado logra con un hacha. Esta técnica se puede utilizar con suficiente precisión que es posible cortar tejuelas, estacas, pequeñas viguetas o tablas con dimensiones uniformes. Otro uso es para obtener trozos de madera que se desea luego doblar al vapor, ya que los trozos de madera obtenidos con el hendedor siguen la dirección del grano y por lo tanto es menos propenso a partirse.
Debido a que el golpear en forma repetida la delgada hoja del hendedor con un mazo de madera repetidamente pronto lo daña, es que se suele utilizar en cambio un mazo casero, construido a partir de un trozo de madera corto, con la corteza adherida, uno de sus extremos se rebaja con un bastren a un diámetro menor de forma de servir de mango. Se lo va rotando progresivamente con la mano luego de cada golpe de forma que se desgasta en forma uniforme y, si bien pronto la maza se desgasta es posible construir otra de reemplazo con relativa facilidad.